# Phapitreron amethystinus
La paloma amatista de color marrón (Phapitreron amethystinus) es una especie de ave de la familia Columbidae.
Es endémica de Filipinas. Se produce en la mayoría de las islas grandes, excepto Palawan, pero, en general es más bien escasa en Luzón y Mindanao y es más rara en otros lugares. Su hábitat natural son los bosques de tierras bajas con clima húmedos tropicales o subtropicales y bosques montanos húmedos tropicales o subtropicales. Se encuentra en las tierras bajas, pero probablemente prefiere medias y altas elevaciones en 500-2000m. Con mayor frecuencia se ven solos o en parejas, en y alrededor de los árboles frutales. La llamada es un grave y sonoro "hoop" y pueden sentarse y llamar por largos períodos.